# Літо було лише день
«Літо було лише день» («Vasara bija tikai vienu dienu») — радянський художній фільм 1980 року, знятий режисером Петерісом Криловсом на Ризькій кіностудії.

## Сюжет
За мотивами повісті Р. Езери. Героїня фільму, всупереч бажанню матері, після закінчення школи вийшла заміж за лісника, прийнявши на себе турботу про його сина і розділивши з чоловіком тягар життя в глухому, але прекрасному лісовому краї.

## У ролях
- Індра Бріке — Візма
- Валдемарс Зандбергс — Освальд
- Роберт Зебергс — батько Візми
- Карліс Зушманіс — Вальтер
- Антра Лієдскалниня — роль другого плану
- Петеріс Луцис — роль другого плану
- Рита Мейране — мати Візми
- Арно Упенієкс — Таліс
- Віра Шнейдере — роль другого плану

## Знімальна група
- Режисер — Петеріс Криловс
- Сценарист — Антонс Брокс
- Оператор — Андріс Селецкіс
- Композитор — Петеріс Плакідіс
- Художник — Байба Піка